# داده

تعدادی از انواع مختلف دادان‌

دادان‌ (به انگلیسی: data): به‌طور کلی، می‌توان همهٔ دانسته‌ها، آگاهی‌ها، داشته‌ها، آمارها، شناسه‌ها، پیشینه‌ها را نوعی داده محسوب کرد. انسان برای ثبت و درک مشترک هر واقعیت و پدیده از نشانه‌های ویژهٔ آن بهره گرفته‌است.
انسان برای نمایاندن داده‌ها نخست از نگاره و در ادامهٔ سیر تکاملی آن از حروف، شماره‌ها و نشانه‌ها کمک گرفت. برای باز نمودن داده‌ها از این موارد کمکی یا ترکیبی از آن‌ها استفاده می‌شود.

## معنا
داده، اطلاعات، دانش و حکمت مفاهیمی نزدیک به یکدیگرند، اما هر کدام نسبت به دیگران نقش خود را دارند و معنی به‌خصوصی دارند. براساس یک دید مشترک، داده‌ها زمانی که به نوعی واکاوی (تجزیه و تحلیل) شوند، برای تصمیم‌گیری مناسب می‌شوند. می‌توان گفت که میزان اطلاعاتی که یک مجموعه داده برای یک فرد مفید است، به میزان غیرمنتظره بودن آن برای آن فرد بستگی دارد. مقدار اطلاعات موجود در یک جریان داده ممکن است با آنتروپی شانون آن مشخص شود.
دانش آگاهی از محیطی است که یک موجودیت خاص دارد، در حالی که داده‌ها تنها این دانش را منتقل می‌کنند. برای مثال، یک ورودی در یک پایگاه داده، نشان می‌دهد که ارتفاع قله اورست، یک داده است که یک مقدار دقیق را به مخاطب منتقل می‌کند. این اندازه‌گیری ممکن است همراه با داده‌های دیگری در مورد کوه اورست همراه باشد که برای اشخاصی که قصد سعود به این قله را دارند مفید باشه. آگاهی از این مشخصات که توسط داده منتقل می‌شود، دانش است.
داده‌ها اغلب سطح کمتری از انتزاع را دارند، پس از آن اطلاعات و پس دانش کمترین سطوح انتزاع را دارند. این به این معنی است که داده‌، در بین مفاهیم مشابه به خود ملموس‌ترین مفهوم است. با این دید، داده با استفاده از تفسیر به اطلاعات تبدیل می‌شود. برای مثال ارتفاع کوه اورست به شکل عمومی «داده» درنظر گرفته می‌شود، و کتابی در مورد ویژگی‌های زمین‌شناسی کوه اورست «اطلاعات» درنظر گرفته می‌شود و در انتها کتاب راهنمای بهترین راه سعود به قله، می‌تواند «دانش» محسوب شود. «اطلاعات» معانی متنوعی را در استفاده روزمره و استفاده‌های فنی شامل می‌شود. با این حال، این دیدگاه همچنین مورد بحث قرار گرفته است که نحوه ظهور داده‌ها از اطلاعات و اطلاعات از دانش را معکوس می‌کند. به طور کلی، مفهوم اطلاعات به طور نزدیکی با مفاهیم محدودیت، ارتباط، کنترل، داده، فرم، دستورالعمل، دانش، معنا، تحریک ذهنی، الگو، ادراک و نمایش مرتبط است. بیون-دیویس از مفهوم نشانه برای تمایز بین داده و اطلاعات استفاده می‌کند؛ داده‌ها یک سری نماد هستند، در حالی که اطلاعات زمانی رخ می‌دهد که این نمادها برای اشاره به چیزی یا مفهومی استفاده شوند.

## در رایانه
به اعداد، حروف و علائم که جهت درک و فهم مشترک از انسان‌ها یا رایانه سرچشمه می‌گیرند داده می‌گویند. داده‌ها معمولاً از سوی انسان‌ها به صورت حروف، اعداد، علائم و در رایانه به صورت نمادهایی (همان رمزهای صفر و یک) قراردادی ارائه می‌شوند. اصطلاح داده یک عبارت نسبی است، یعنی اگر موجب درک و فهم لازم و کامل در این مرحله شده‌است به عنوان آگاهی یا اطلاعات از آن نام می‌برند و چنانچه موجب درک و فهم کامل نگردد به عنوان همان داده به‌شمار می‌آیند و چون هدف نهایی آگاهی و اطلاعات است باید از سوی دست‌اندرکاران (انسان یا رایانه) دستکاری یا پردازش شوند. منظور از دستکاری یا پردازش داده‌ها انجام عملیاتی از قبیل جمع، تفریق، ضرب، تقسیم، مقایسه وغیره‌است.
داده‌ها مجموعه‌ای از نمادها (برای انسان حروف، اعداد، علائم و برای رایانه رمزهای صفر و یک) هستند که حقایق را نشان می‌دهند و برای انسان از طریق رسانه‌های وی (بینایی، شنوایی، چشایی، بویایی، بساوایی) و برای رایانه از طریق لوازم ویژه (صفحه کلید موس و غیره) به دست می‌آیند.
داده‌ها امروزه فقط از سوی انسان یا رایانه پردازش می‌شوند یعنی کارهایی روی آن‌ها صورت می‌گیرد. در پردازش داده‌ها (داده‌پردازی) در رایانه ابتدا داده‌ها به رایانه وارد می‌شوند. این داده‌ها درابتدا ذخیره شده و روی آن‌ها عملیاتی (جمع، تفریق، ضرب، تقسیم و...) صورت می‌گیرد. پس از این که این عملیات (پردازش) صورت گرفت معمولاً داده‌ها به یک رایانه دیگر یا دوباره به انسان‌ها منتقل می‌شود. در اغلب گزارش‌ها و یادداشت‌های سازمانی، داده‌ها به چشم می‌خورند. برای نمونه، تاریخ و مقدار یک صورت‌حساب یا چک، جزئیات فهرست حقوق، تعداد وسایل نقلیه‌ای که از نقطهٔ خاصی در کنار جاده گذشته‌اند،... نمونه‌هایی از داده‌ها هستند.اینترنت ،صوت ،اینترانت ، نمونه هایی از دیتا هستند.به عبارت بهتر به هرنوع اطلاعات خام، داده گفته می‌شود.

## انواع داده‌ها از نظر ساخت‌یافتگی
1. داده‌های غیرساخت‌یافته
2. داده‌های نیمه‌ساخت‌یافته
3. داده‌های ساخت یافته
4. نوع و منبع داده‌ها از نظر ساخت یافتگی

## داده‌های زمانی
مقالهٔ اصلی: داده‌های زمانی
در بسیاری از کاربردهای مبتنی بر داده‌ها و اطلاعات ذخیره‌سازی و بازیافت حالات و وضعیت‌های سامانه در طی زمان اهمیت می‌یابد.